# DDR Museum: Motorrad

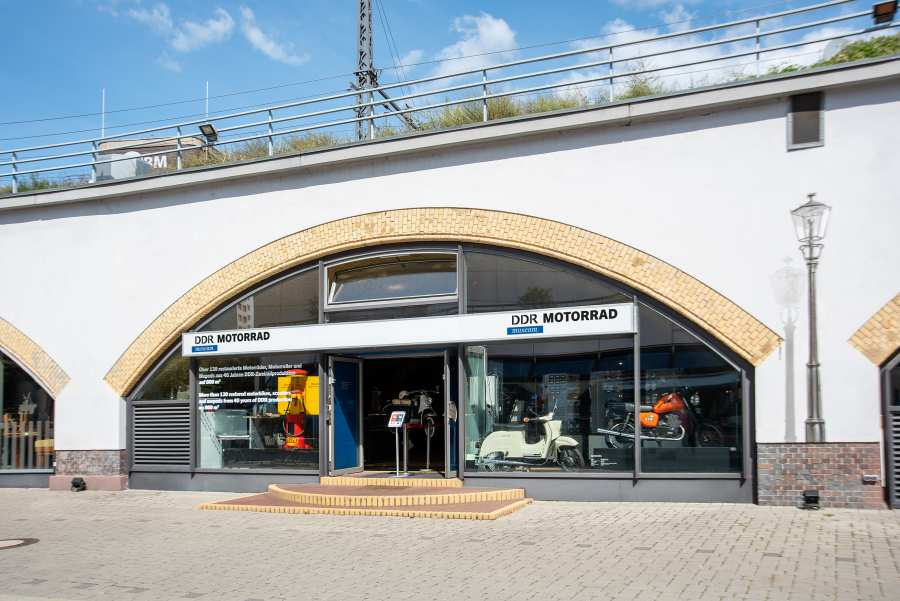
DDR Museum: Motorrad-Ausstellung Berlin

Das DDR Museum: Motorrad (bis 31. August 2021: 1. Berliner DDR-Motorradmuseum) war ein Museum für Zweiräder aus der DDR im Berliner Ortsteil Mitte des gleichnamigen Bezirks. Es liegt unter den Stadtbahnbögen zwischen Alexanderplatz und Hackeschen Markt. Es wurde am 27. September 2008 eröffnet und präsentiert seither über 130 Motorräder, Roller und Mopeds der Hersteller MZ, Simson, IWL und EMW/BMW. Die am 1. September 2021 übernommene Ausstellung „DDR Museum: Motorrad“ (ehemals: 1. Berliner Motorradmuseum) wurde am 15. Januar 2023 geschlossen. Die Motorräder gingen in die Sammlung des DDR Museum Berlin über.

## Gebäude
Das Museum befindet sich in den Stadtbahnbögen in der historischen Mitte Berlins. Bei den Bauarbeiten wurde die alte Markthallenstraße mit Granitrandsteinen und Bodenfliesen von Villeroy & Boch von ca. 1897 freigelegt.

## Ausstellungen

### Dauerausstellung
Über 130 Motorräder, Motorroller und Mopeds der Hersteller MZ, Simson und IWL und damit fast die gesamte Palette der motorisierten Zweirad-Produktion der DDR sind auf rund 800 m² Fläche über zwei Etagen ausgestellt. Die Sammlung umfasst neben den Basismodellen viele Gespanne, Sport- und Rennmaschinen, Sonder- und Behördenfahrzeuge, aber auch Um- und Eigenbauten verschiedener Modelle.
Viele Exponate von IFA / MZ mit den Typen RT, BK, ES, ETS, TS und ETZ sowie die Roller von IWL mit den Typen Pitty, Wiesel, Berlin und Troll sind im Museum ausgestellt. Dazu bietet das Museum Motorräder, Mopeds und Mokicks von Simson/Suhl wie AWO 425 T und S, SR1 und SR2 und die Suhler Vogelserie, etwa die Simson Schwalbe, Mofa und S 50, S 51, die EMW R 35 aus Eisenach und viele andere, wie ein MZ-Eskorte-Motorrad der Ära Honecker mit DDR-Emblem an der Verkleidung. Von diesen Maschinen gab es insgesamt nur 60 Stück, und nur noch wenige davon sind erhalten. Weitere Raritäten sind drei DKW- und IFA-Rennmaschinen mit 125 bzw. 150 cm³, eine davon mit Ladepumpe.
Dokumentationen über die Motorradwerke in der DDR, Schaubilder, in einer Kino-Ecke vorgeführte Filme, Videos, DVDs, Ansichtskarten und Bücher, Plakate und Schaubilder aus der Zeit der ausgestellten Motorräder komplettieren die Ausstellung.

### Sonderausstellungen

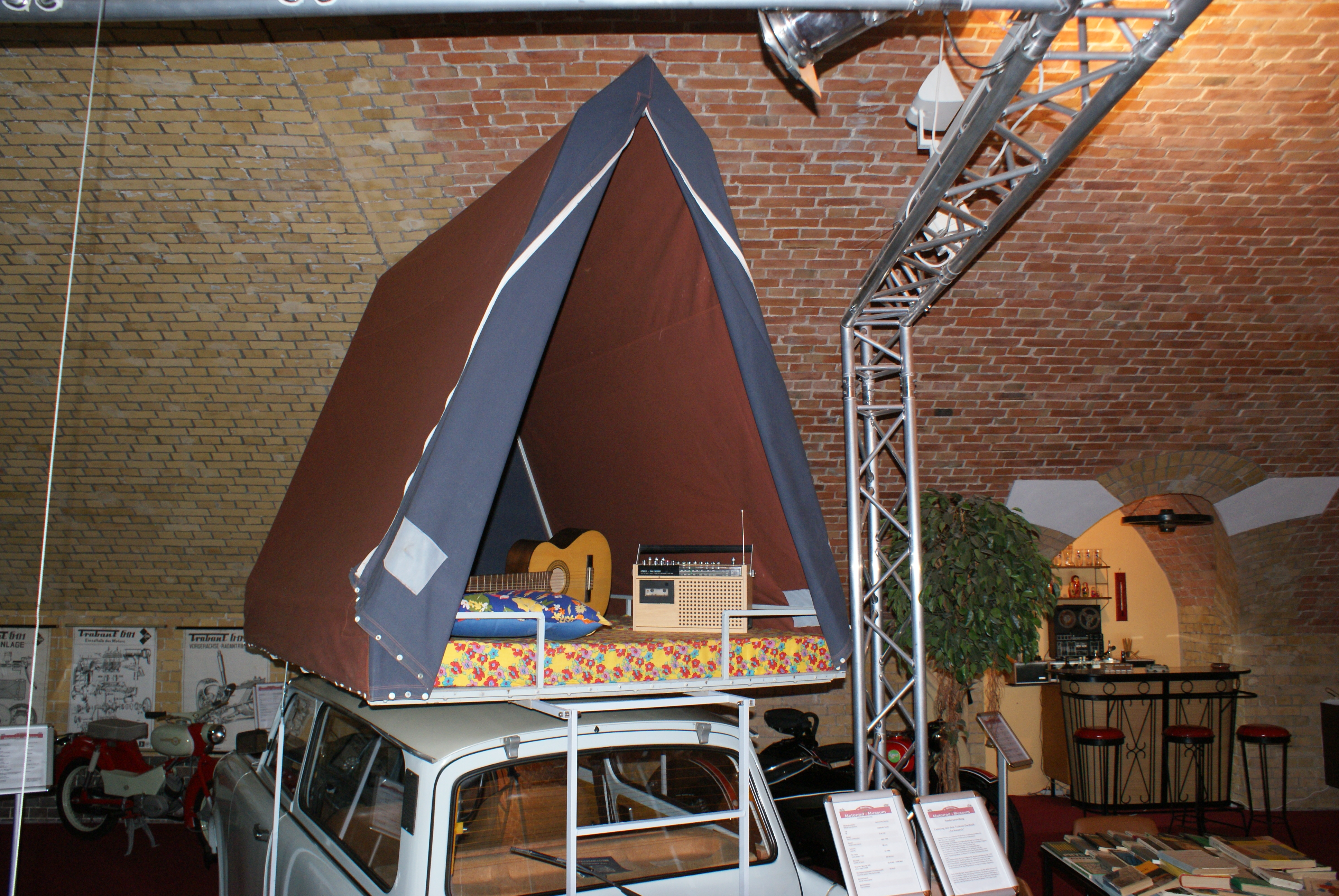
Trabant-Dachzelt („Pension Sachsenruh“)

Vom Dezember 2010 bis Dezember 2011 fand die Sonderausstellung „DDR-Camping – Trabant und mehr“ statt. In der Sonderausstellung wurden Camping- und Freizeit-Situationen nachgestellt. So war zum Beispiel ein Trabant mit Campinganhänger und Vorzelt zu sehen, der komplett mit Original-Utensilien ausgestattet war. Außerdem wurde das im Volksmund als „Pension Sachsenruh“ bekannte Dachzelt, bekannt aus dem Film Go Trabi Go, gezeigt. Die Konstruktion aus Stahlrohren und Zeltplanen, in den 1970er Jahren erdacht und gebaut, wurde auf den „Trabi“ montiert und war die ideale Übernachtungsmöglichkeit bei schmalem Geldbeutel.
Weiterhin gab es den beliebten und begehrten Reisezweier „RZ85“ zu sehen, ein Faltboot von der Firma Pouch, die schon zu DDR-Zeiten Campingzubehör wie Zelte, Rucksäcke und Faltboote produzierte. Als zusätzlicher Antrieb ist ein Tümmler-Seitenbordmotor angebaut, der an vielen Booten seine Arbeit verrichtete.

Modell Volkspolizei Wartburg 353 (DDR-Spielzeug)

Es waren auch viele Exponate aus dem alltäglichen Leben in der DDR zu sehen, Fotoapparate, Radios, Taschenrechner, Pflegeartikel, Waschmittel und Spielzeug aus der DDR.
2010 fand im Berlin Carré in Zusammenarbeit mit dem „1. Berliner DDR Motorradmuseum“ eine Trabant-Ausstellung statt.